# Tim Heemskerk
Tim Heemskerk (Delft, 13 september 1991) is een Nederlands voormalig topkorfballer. Zijn vader, Hans Heemskerk was ook korfballer op het hoogste niveau. Heemskerk werd Nederlands zaalkampioen met Fortuna in 2019.

## Spelerscarriere

### Fortuna
Heemskerk begon met korfbal bij Fortuna, de club waar zijn vader fuore had gemaakt. Hij doorliep de jeugdteams en debuteerde in seizoen 2009-2010 in het eerste team van de club. In dit jaar was Gert-Jan Kraaijeveld de coach van het team was een mix van ervaring en jong talent. Met ervaren spelers zoals Barry Schep en Marrien Ekelmans en jong talent zoals Thomas Reijgersberg en Marjolijn Kroon had Fortuna een sterk team. 
In de zaalcompetitie, de Korfbal League werd Fortuna 3e en plaatste zich zo voor de play-offs. Fortuna verloor in 2 wedstrijden van Dalto, waardoor het zich niet plaatste voor de zaalfinale. Uiteindelijk speelde Heemskerk in 5 wedstrijden in zijn debuutseizoen.
In het seizoen erna, seizoen 2010-2011 kreeg Fortuna een nieuwe hoofdcoach, namelijk Wouter Blok.  Onder zijn leiding kreeg Heemskerk nog minder speelminuten dan het seizoen ervoor en bleef hij steken op 4 wedstrijden. Fortuna stond wel weer in de play-offs, maar verloor van TOP. In de kleine finale werd afscheid genomen van Marrien Ekelmans en het was Tim Heemskerk die zijn vervanger was.
Na dit seizoen veranderde er veel bij Fortuna. Coach Blok werd na 1 seizoen vervangen door Ard Korporaal en Joost Preuninger en er waren een aantal spelers gestopt. Toch besloot Heemskerk te verruilen van club en zich aan te sluiten bij TOP, de club die net de nieuwe landskampioen was geworden.

### TOP Sassenheim
Voor seizoen 2011-2012 sloot Heemskerk zich aan bij TOP, de verse landskampioen dat onder leiding stond van coach Hans Heemskerk, zijn vader.
Bij de ploeg waren Wim Scholtmeijer en Leon Braunstahl gestopt, dus kwam er weer ruimte in de selectie.
Heemskerk kreeg een basisplaats bij TOP en maakte deze plek waar. In 18 wedstrijden maakte hij 110 goals en was hiermee topscoorder #6 in de Korfbal League.
In seizoen 2012-2013 kreeg TOP een nieuwe hoofdcoach, namelijk Jan Niebeek. Ook dit seizoen had Heemskerk een basisplaats, naast Mick Snel, Nick Pikaar en Daniël Harmzen. Heemskerk werd voor het tweede jaar op rij de nummer 2 topscorer van de ploeg. Dit seizoen kwam hij in 18 wedstrijden aan 120 goals.
TOP behaalde zowel in de zaal als op het veld geen play-offs.

### Retour bij Fortuna
Terwijl Heemskerk 2 sterke seizoenen had gedraaid bij TOP, stond zijn oude club Fortuna niet stil. Fortuna stond in 2013 in de zaalfinale en clubicoon Barry Schep was gestopt. Hierdoor kwam er een vacature voor topschutter bij Fortuna en Heemskerk keerde terug bij zijn oude club.
Zodoende keerde Heemskerk terug voor seizoen 2013-2014 bij Fortuna en werd hij met 113 goals de topscoorder van de ploeg. Fortuna werd 3e in de zaal en plaatste zich zo voor de play-offs. In de play-off serie werd echter verloren van PKC. Iets later, in de veldcompetitie werd Fortuna 2e in de Hoofdklasse A en plaatste zich zodoende voor de kruisfinale. In de kruisfinale won Fortuna van PKC met 23-20, waardoor Fortuna zich plaatste voor de veldfinale. In deze finale won Koog Zaandijk echter met 17-15, waardoor Fortuna de runner-up werd.
Ook in Seizoen 2014-2015 werd Heemskerk weer topscoorder bij Fortuna, dit maal met 99 goals. Fortuna miste in de zaal nipt de play-offs en in de veldcompetitie strandde de ploeg in de kruisfinale.
In seizoen 2015-2016 was Heemskerk wederom de topscoorder van de ploeg. Echter miste de ploeg in de zaal de play-offs vanwege onderling doelsaldo met concurrent Koog Zaandijk. Ook in de veldcompetitie was de kruisfinale het laatste station, net als in het seizoen ervoor.
Heemskerk besloot te stoppen in 2016, op 25-jarige leeftijd.

### Kampioenseizoen
Fortuna bouwde in Heemskerk afwezigheid aan een nieuw kampioensteam. Spelers zoals Nik van der Steen en Joren van Nieuwenhuijzen werden toegevoegd aan de selectie en in seizoen 2017-2018 stond Fortuna zowel in de veld- als in de zaalfinale. 
Heemskerk besloot in 2018 terug te keren bij Fortuna om deel te nemen aan de kampioenrace van de club. Ondertussen was de club ook versterkt met international Fleur Hoek en Fortuna begon seizoen 2018-2019 erg sterk. Heemskerk moest echter wel genoegen nemen met een wisselende basisplaats, want Fortuna had meer dan 4 sterke heren. Coaches Ard Korporaal en Damien Folkerts wisselde elke wedstrijd van opstelling, afhankelijk van de tegenstander. Deze tactiek werkte goed voor de club, want Fortuna belandde in de play-offs. In de play-offs kwam Fortuna uit tegen verdedigend zaalkampioen (en tevens Heemskerk's oude ploeg) TOP. Fortuna won in 2 wedstrijden en stond in de zaalfinale tegen PKC. Heemskerk startte in de finale in de basis, maar werd tijdens de wedstrijd vervangen door Thomas Reijgersberg, die de verdediging van Richard Kunst op zich moest nemen. Fortuna won de wedstrijd met 21-19 en was zodoende Nederlands zaalkampioen.
Heemskerk was in dit seizoen aan 16 wedstrijden gekomen en had 35 goals gemaakt. Hij was weliswaar zaalkampioen geworden, maar besloot toch te stoppen na dit seizoen.

## Erelijst
- Nederlands kampioen zaalkorfbal, 1x (2019)
- Europacup kampioen zaalkorfbal, 1x (2012)